# Djimini (peuple)
Pour les articles homonymes, voir Djimini.
Les Djiminis  constituent une population d'Afrique de l'Ouest, vivant au Nord-Est de la Côte d'Ivoire, dans la région de Dabakala. Ils représentent 1 % de la population totale, soit environ 125 000 personnes[réf. nécessaire].

## Ethnonymie
Selon les sources et le contexte, on observe quelques variantes : A Dji-Mini, Djimini, Djiminis, Dyimini, Gimini, Jimini.
Djimini est une expression en langue dioula qui veut dire : « tourner autour de ».

## Langue
Leur langue est le djimini, une langue sénoufo dont le nombre de locuteurs était estimé à 95 500 en 1993. Le djimini est une langue qui comporte des dialectes très distincts. Dans la région de Dabakala (la capitale régionale), chaque sous-préfecture correspond à une zone dialectale bien définie. Cela a contribué au succès de la langue malinké dans cette région. Ainsi, les sous-préfectures de Boniéré, de Bassawa, de Foumbolo,et Dabakala ont toutes des dialectes différents du djimini.

## Culture

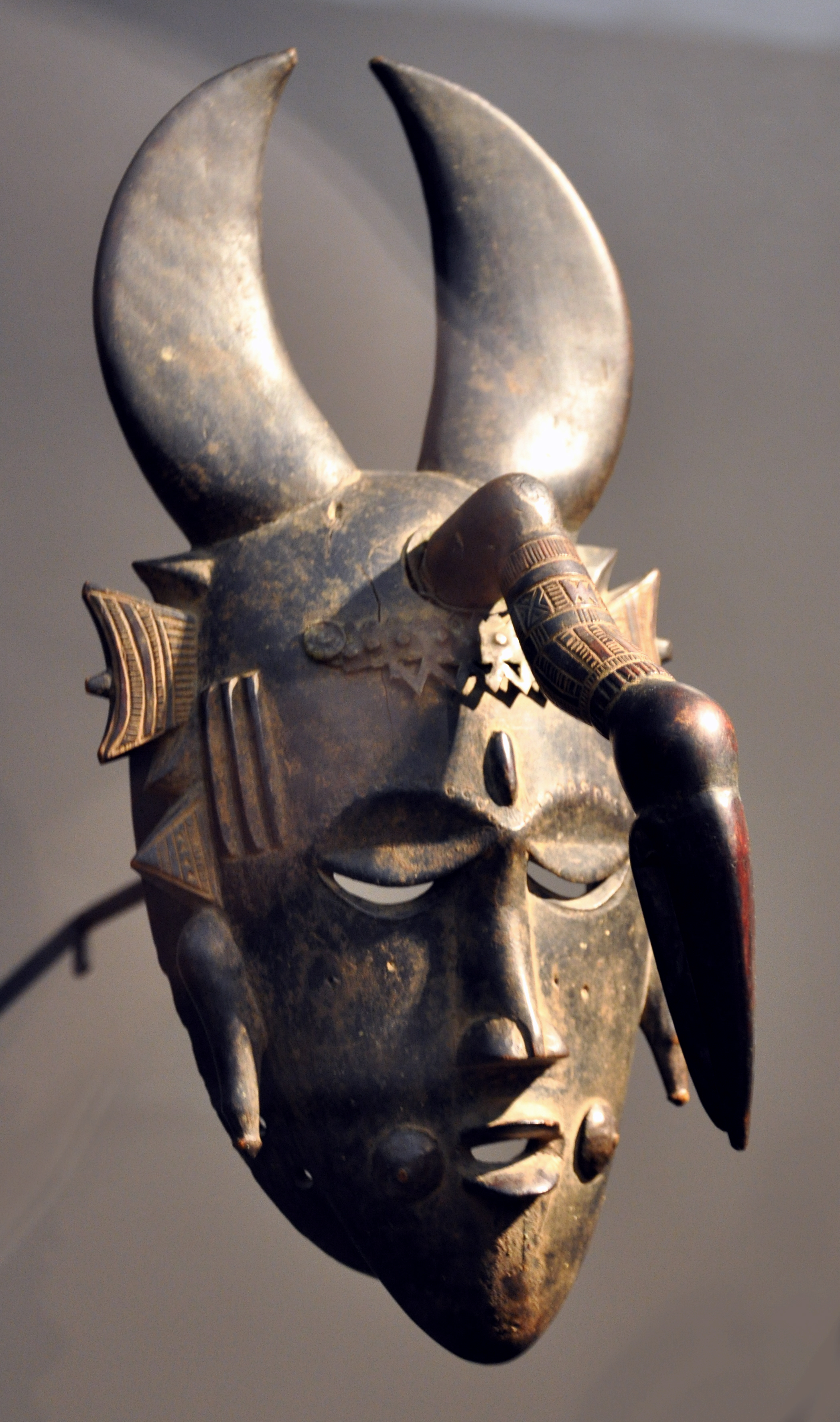
Masque à bec

La culture djimini est l'une des plus anciennes de Côte d'Ivoire, Le peuple djimini est parmi les premiers arrivés sur le territoire ivoirien. Ce peuple va beaucoup souffrir et sa culture influencée par le mouvement d'arrivée des autres peuples (Baoulé, Malinké, Abron, etc.). Les Djiminis connaissant l'art du fer et du bois vont faire face à ceux qui leur déclarent la guerre. Ils vont perdre une bonne partie de la population qui va s'évader, aujourd'hui ils constituent seulement 1 % de la population ivoirienne.
Les Djiminis ont réussi à étendre leurs cultures dans le domaine de l'art chez les Akans. Ils ont une culture défensive à tel point qu'ils sont partis avec les Andohs de Prikro et les Taguanas pour défendre la population dans la zone de l'actuel Togo et du Bénin. ( presence des ouattara dans le nord de ces deux pays )
Le Djimini est animiste au départ, Il se confie aux objets d'art, rivières, montagnes, roches, soleil, etc. Les Djimini ont une éducation dans la forêt sacrée comme les autres Sénoufo qui est obligatoire à tout  adolescent mâle. Cette éducation est militaire, sociale et spirituelle.
Le forgeron djimini va au-delà des autres : grâce à sa connaissance du fer, il est au centre de la société, Il fournit les outils de travail aux cultivateurs, des armes de chasse aux chasseurs et aux guerriers djimini. Le forgeron djimini adore son enclume, appelee le GBEYT, surtout avec le chien qui est un animal spirituel pour lui. Les Djimini dans leur ensemble croient au jugement spirituel de leur enclume ancestrale. La cérémonie de sortie de l'étudiant de la forge en pays Djimini est spéciale et individuelle parce qu'elle est pleine d'activités de danses, d'évocations des ancêtres de l'étudiant, et de farouche travail. En effet l'étudiant se voit nanti de tous ses outils professionnels ce même jour y compris les enclumes sacrées ( le GBEYT) en guise de diplôme et de matériels de travail. En général, le Djimini ne porte pas d'or bien que connaissant sa valeur. Il trouve que le fer est beaucoup utile pour sa survie.